# Communauté d'agglomération Porte de l'Isère
Pour les articles homonymes, voir CAPI.
La communauté d'agglomération Porte de l'Isère (CAPI) est une communauté d'agglomération française, située dans le département de l'Isère, et la région Auvergne-Rhône-Alpes. Elle est née en 2007 pour assurer la succession du syndicat d'agglomération de la ville nouvelle de L'Isle-d'Abeau.
En nombre d'administrés elle constitue le troisième pôle de l'aire métropolitaine lyonnaise, après le Grand Lyon, et Saint-Étienne Métropole et devant Vienne-Condrieu. Elle est partie prenante du Pôle Métropolitain, entité ayant notamment comme objectif la promotion à l'échelle européenne des communautés d'agglomération membres dans le but d'attirer des investisseurs étrangers.
Son siège est situé sur le territoire de la commune de L'Isle-d'Abeau, à proximité du Parc Saint-Hubert.

## Historique
Pour un article plus général, voir Histoire de l'Isère.
Par arrêté du 30 décembre 2006, le préfet de l'Isère décide de la transformation et de l'extension du Syndicat d’agglomération de la ville nouvelle de L'Isle-d'Abeau (SAN) en Communauté d’agglomération Porte de l’Isère (CAPI) à compter du 1er janvier 2007.
La CAPI s'est aussi substituée au Syndicat des transports urbains de voyageurs du Nord-Isère (STUNI).

## Territoire communautaire

### Géographie

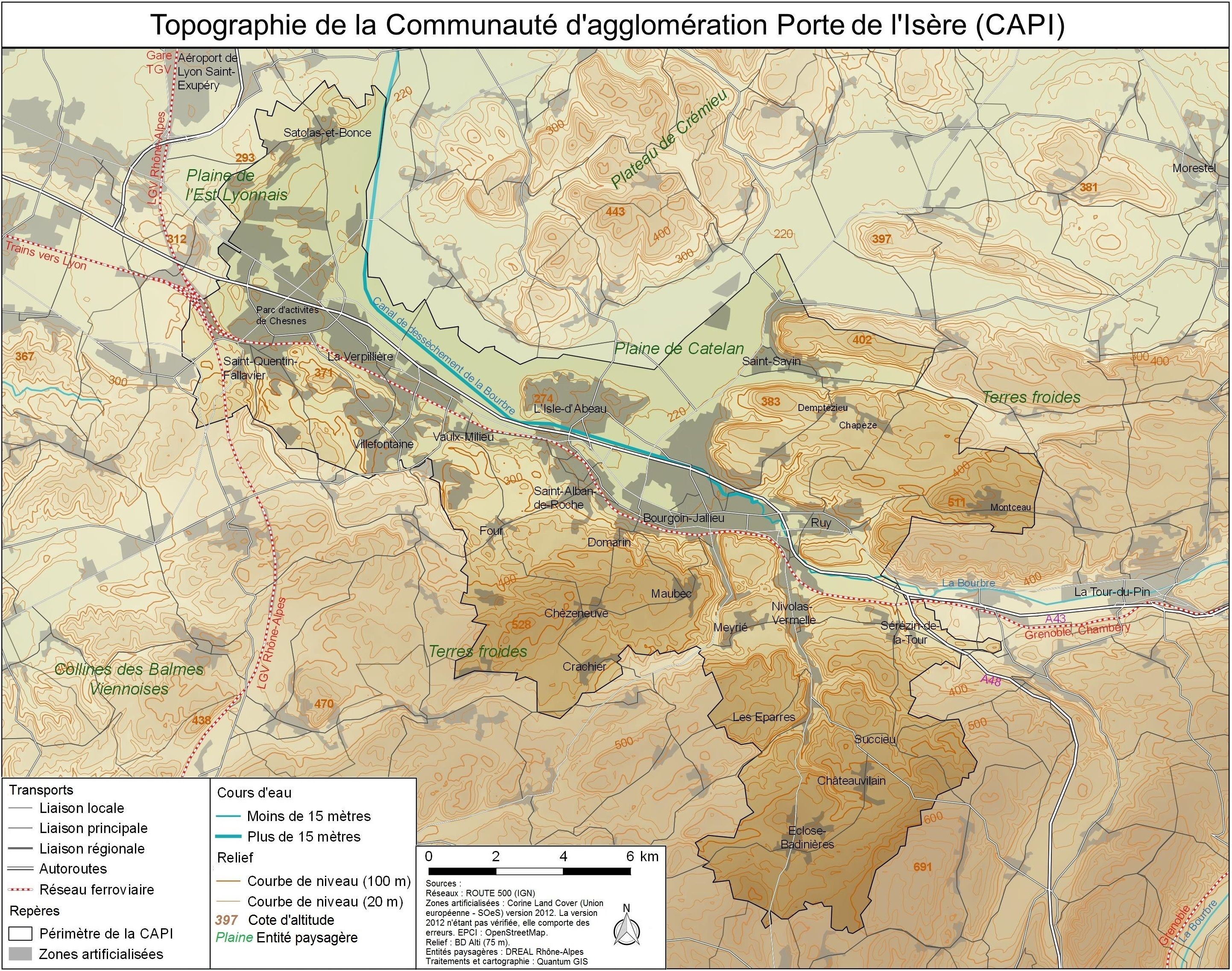
Carte topographique de la communauté d'agglomération

Le territoire intercommunal est organisé des deux côtés de l'axe routier et ferroviaire Lyon-Turin et à une trentaine de kilomètres de Lyon. Il regroupe un ensemble de villes formant la deuxième agglomération du département de l'Isère, avec plus de 100 000 habitants (100 910 en 2012). L'urbanisation, évitant les marais de la Bourbre et de Catelan (vers 215 mètres d'altitude), se situe au pied et sur les collines les plus proches.
Un paysage plus industriel se concentre dans l'ouest du territoire avec le parc d'activité de Chesnes, une des principales plates-formes logistiques de France, un centre pénitentiaire, un poste électrique, une carrière et le croisement entre plusieurs lignes de chemin de fer entre Heyrieux et Saint-Quentin-Fallavier.
Il comprend aussi une majorité de communes rurales : en 2013, sur 22 communes, 6 ont moins de 1 000 habitants et 6 entre 1 000 et 2 000 habitants, toutes au sud de la vallée de la Bourbre, dans les Terres froides, pays de plateaux ou de collines morainiques. On y trouve le point culminant du territoire, à 650 mètres d'altitude à l'extrême sud de la commune de Châteauvilain.
Dans le nord-est de la Communauté d'agglomération se trouvent deux avancées des plateaux des Terres froides, dominant les marais de plus de 150 mètres.
Au sens des zonages INSEE de 2012, il est entièrement compris dans l'aire urbaine de Lyon, la zone d'emploi de Bourgoin-Jallieu, ainsi que deux bassins de vie, ceux de Villefontaine et de Bourgoin-Jallieu ; disposant aussi de leurs unités urbaines respectives.

### Composition
La communauté d'agglomération est composée des 22 communes suivantes :

| Nom                     | Code Insee | Gentilé          | Superficie (km2) | Population (dernière pop. légale) | Densité (hab./km2) |
| ----------------------- | ---------- | ---------------- | ---------------- | --------------------------------- | ------------------ |
| L'Isle-d'Abeau (siège)  | 38193      | Lillots          | 9,11             | 17 096 (2022)                     | 1 877              |
| Bourgoin-Jallieu        | 38053      | Berjalliens      | 24,37            | 29 816 (2022)                     | 1 223              |
| Châteauvilain           | 38091      | Castelvillanois  | 8,82             | 744 (2022)                        | 84                 |
| Chèzeneuve              | 38102      | Chèzeneuvois     | 6,79             | 650 (2022)                        | 96                 |
| Crachier                | 38136      | Crachierois      | 3,64             | 590 (2022)                        | 162                |
| Domarin                 | 38149      | Domarinois       | 2,99             | 1 670 (2022)                      | 559                |
| Eclose-Badinières       | 38152      |                  | 16,28            | 1 510 (2022)                      | 93                 |
| Les Éparres             | 38156      | Éparraux         | 7,95             | 976 (2022)                        | 123                |
| Four                    | 38172      | Fourois          | 11,82            | 1 672 (2022)                      | 141                |
| Maubec                  | 38223      | Maubecquois      | 8,57             | 1 920 (2022)                      | 224                |
| Meyrié                  | 38230      | Meyriauts        | 3,43             | 1 088 (2022)                      | 317                |
| Nivolas-Vermelle        | 38276      | Nivolaisiens     | 6,09             | 2 716 (2022)                      | 446                |
| Ruy-Montceau            | 38348      | Ruymontois       | 20,81            | 4 771 (2022)                      | 229                |
| Saint-Alban-de-Roche    | 38352      | Saint-Albanais   | 6,11             | 2 148 (2022)                      | 352                |
| Saint-Quentin-Fallavier | 38449      | Saint-Quentinois | 22,83            | 6 182 (2022)                      | 271                |
| Saint-Savin             | 38455      | Saint-Savinois   | 24,55            | 4 297 (2022)                      | 175                |
| Satolas-et-Bonce        | 38475      | Satolassiens     | 16,8             | 2 540 (2022)                      | 151                |
| Sérézin-de-la-Tour      | 38481      | Sérézinois       | 9,31             | 1 134 (2022)                      | 122                |
| Succieu                 | 38498      | Succerois        | 8,35             | 774 (2022)                        | 93                 |
| Vaulx-Milieu            | 38530      | Vaulxois         | 9,02             | 2 495 (2022)                      | 277                |
| La Verpillière          | 38537      | Vulpilliens      | 6,64             | 7 643 (2022)                      | 1 151              |
| Villefontaine           | 38553      | Villards         | 11,63            | 19 018 (2022)                     | 1 635              |

### Démographie

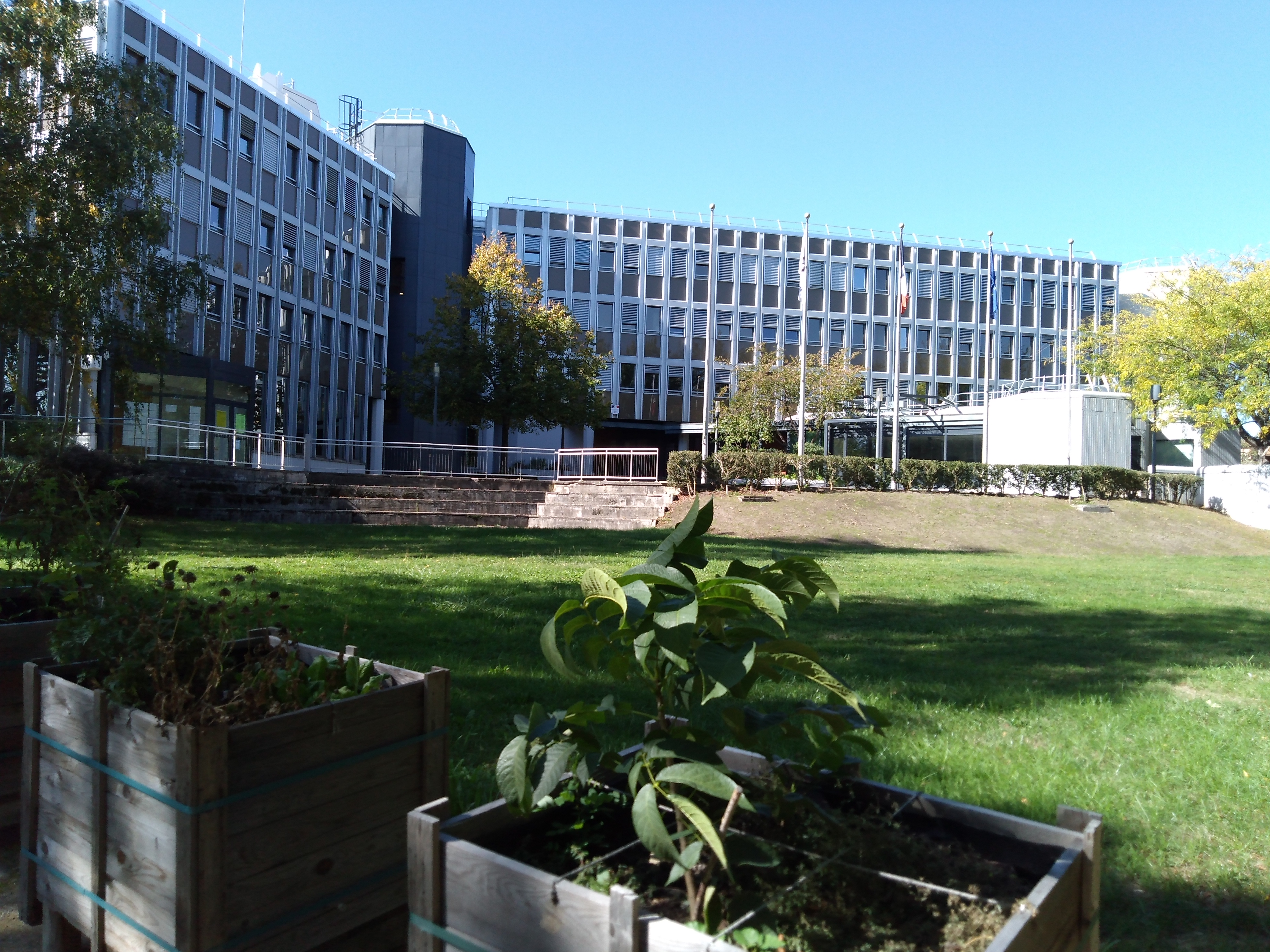
Le siège de la CAPI à L'Isle-d'Abeau, anciennement occupé par l'EPIDA.

| 1968   | 1975   | 1982   | 1990   | 1999   | 2010   | 2015    | 2021    |
| ------ | ------ | ------ | ------ | ------ | ------ | ------- | ------- |
| 37 611 | 45 761 | 60 291 | 75 073 | 87 098 | 99 448 | 104 941 | 110 918 |

## Administration

### Siège
Le siège de la communauté d'agglomération est situé à L'Isle-d'Abeau.

### Les élus
Le conseil communautaire de la communauté d'agglomération se compose de 70 conseillers, représentant chacune des communes membres et élus pour une durée de six ans.
Ils sont répartis comme suit :
| Nombre de conseillers | Communes                                                               |
| --------------------- | ---------------------------------------------------------------------- |
| 16                    | Bourgoin-Jallieu                                                       |
| 11                    | Villefontaine                                                          |
| 10                    | L'Isle-d'Abeau                                                         |
| 4                     | Saint-Quentin-Fallavier, La Verpillière                                |
| 3                     | Ruy-Montceau, Saint-Savin                                              |
| 2                     | Nivolas-Vermelle, Saint-Alban-de-Roche, Satolas-et-Bonce, Vaulx-Milieu |
| 1 (+1 suppléant)      | les autres communes                                                    |

### Présidence
| Période | Période                       | Identité             | Étiquette | Qualité                                                                                          |
| ------- | ----------------------------- | -------------------- | --------- | ------------------------------------------------------------------------------------------------ |
| 2007    | 2008                          | Jean-Pierre Augustin | DVG       | Maire de Domarin (1977 → 2014)                                                                   |
| 2008    | 2014                          | Alain Cottalorda     | PS        | Maire de Bourgoin-Jallieu (2001 → 2014) Conseiller général de Bourgoin-Jallieu-Sud (2004 → 2015) |
| 2014    | En cours (au 13 juillet 2020) | Jean Papadopulo      | DVD       | Maire de Four (2008 → ) Conseiller départemental de L'Isle-d'Abeau (2021 → )                     |

### Compétences

#### Compétences obligatoires
- Développement économique[9] ;
- Aménagement de l’espace communautaire[9] ;
- Équilibre social de l’habitat[9] ;
- Politique de la Ville[9] ;

#### Les compétences optionnelles
- Voirie d’intérêt communautaire[9] ;
- Parcs de stationnement d’intérêt communautaire[9] ;
- Aménagement des sites propres pour transports en commun (réseau Ruban)[9] ;
- Équipements culturels et sportifs d’intérêt communautaire[9] ;
- Action sociale d’intérêt communautaire[9] ;

#### Les compétences facultatives
- Environnement et du cadre de vie[9] ;
- Assainissement[9] ;
- Eau[9] ;
- Éclairage public et feux tricolores[9] ;
- Sécurité incendie[9] ;

### Régime fiscal et budget
Le régime fiscal de la communauté d'agglomération est la fiscalité professionnelle unique (FPU).